# Салдимиров, Геральд Прокопьевич
Геральд Прокопьевич Салдимиров (род. 2 марта 1956, деревня Лесные Хачики, Моргаушский район, Чувашия) — советский и российский тренер по биатлону. Заслуженный тренер России.

## Биография
Геральд Прокопьевич Салдимиров родился в Чувашии в 1956 году. В юношеском возрасте увлёкся биатлоном, сдал норматив на получение звания кандидата в мастера спорта. Является чемпионом Чувашии и бронзовым призёром зимней Спартакиады Поволжья 1985 года по биатлону. Занимался в лыжной секции Большесундырской средней школы Моргаушского района.
В 1993 году окончил Челябинский институт физической культуры по специальности «физическая культура», квалификация — «преподаватель физической культуры, тренер». Воспитал более десяти мастеров спорта России, в том числе чемпионов мира: Е. Михайлову, Т. Моисееву, Р. Матвееву, чемпиона Европы С. Башкирова, призёра Олимпийских игр Л. Ефремову, чемпиона мира среди юниоров Е. Петрова.
Обладает почётными званиями: «Заслуженный тренер Чувашской Республики» (1995 г.), Заслуженный тренер России" (2001 г.), «Заслуженный работник физической культуры и спорта Чувашской Республики» (2011 г.).
На данный момент вместе с женой и сыном работает в спортивной школе олимпийского резерва № 2 в городе Чебоксары.

### Семья
Жена — Маргарита Салдимирова, мастер спорта СССР по биатлону. Сын — Денис Салдимиров, мастер спорта России международного класса по биатлону. Дочь — Марина Салдимирова, также занималась биатлоном.